# Quốc lộ 55
Quốc lộ 55 là con đường nối các tỉnh Bà Rịa – Vũng Tàu, Bình Thuận, Lâm Đồng và Đắk Nông, dài 290 km.
Quốc lộ 55 khởi đầu tại thành phố Bà Rịa, qua các huyện Long Đất, Xuyên Mộc (tỉnh Bà Rịa – Vũng Tàu), Hàm Tân, thị xã La Gi, Hàm Thuận Nam, Tánh Linh, Hàm Thuận Bắc (tỉnh Bình Thuận), Bảo Lâm, thành phố Bảo Lộc (tỉnh Lâm Đồng), và kết thúc tại huyện Đắk Glong, tỉnh Đắk Nông. Đây là con đường trục Đông - Tây liên kết các tỉnh miền Đông Nam Bộ và Tây Nguyên.
Quốc lộ 55 giao với Quốc lộ 1 tại thị trấn Tân Nghĩa, huyện Hàm Tân và giao với đường cao tốc Phan Thiết – Dầu Giây tại xã Sông Phan. Một phần của Quốc lộ 55 được hình thành từ đường phục vụ thi công thủy điện Hàm Thuận – Đa Mi trước đây.
Quốc lộ 55 khởi đầu tại nút giao Quốc lộ 51 của Thành phố Bà Rịa đi qua hai thị trấn Long Điền, Đất Đỏ rồi đi quá khu du lịch Bình Châu của huyện Xuyên Mộc, tỉnh Bà Rịa - Vũng Tàu rồi đi qua thị xã La Gi đi qua nút giao Quốc lộ 1A rồi đi qua Lạc Tánh, Tánh Linh của tỉnh Bình Thuận vượt đèo Đa Mi rồi đi qua ngã ba Đại Bình (giao Quốc lộ 20 của Thành phố Bảo Lộc rồi đi qua đường Nguyễn Văn Cừ và Hùng Vuơng rồi vượt đèo B40 (đi trùng với ĐT.725) rồi đi theo Đập thủy điện Đồng Nai 4 của huyện Bảo Lâm, tỉnh Lâm Đồng rồi kết thúc tại ngã ba Quảng Khê (giao Quốc lộ 28) thuộc huyện Đắk Glong, tỉnh Đắk Nông.
Theo Quy hoạch mạng lưới đường bộ thời kỳ 2021–2030, tầm nhìn đến năm 2050 được Thủ tướng Chính phủ phê duyệt tại Quyết định số 1454/QĐ-TTg ngày 1 tháng 9 năm 2021, Quốc lộ 55 sẽ được kéo dài đến địa phận huyện Đắk Glong, tỉnh Đắk Nông, điểm cuối giao với Quốc lộ 28 với tổng chiều dài toàn tuyến là 290 km.

## Chiều dài một số đoạn đường
- Thành phố Bà Rịa - Khu du lịch Bình Châu (Bình Châu, Xuyên Mộc, Bà Rịa – Vũng Tàu): 55 km
- Khu du lịch Bình Châu (Bình Châu, Xuyên Mộc, Bà Rịa – Vũng Tàu) - Ngã ba 46 (giao quốc lộ 1) (Tân Nghĩa, Hàm Tân, Bình Thuận): 37 km
- Nút giao Quốc lộ 1 - Ngã ba Đại Bình: 123 km
- Ngã ba Đại Bình - Ngã ba Quảng Khê (Đắk Nông): 75 km